# Al-Waqidi
Al-Wáqidi (en árabe: الواقدي‎) fue uno de los primeros historiadores musulmanes. Su nombre real fue Abu `Abdullah Muhammad Ibn ‘Omar Ibn Waqid al-Aslami (en árabe: أبو عبد الله محمد بن عمر بن واقد‎), nació en Medina el año 130 de la hégira (748 d. C) y murió en el 207 de la hégira (822 d. C.).
Gran coleccionista de libros de historias y tradiciones árabes. Sus libros conservados más importantes son sobre la vida del profeta Mahoma; Sirat Rasul Allah.
- Datos: Q285255